# Henry Slocum
Henry Warner Slocum Jr. (Syracuse, 28 de maio de 1862 - 22 de janeiro de 1949) foi um tenista estadunidense, o segundo tenista a conquistar o U.S. Championships. Era filho do político e general Henry Warner Slocum.
Em 1892-1893, exerceu o cargo de presidente da USTA (Associação de Tênis dos Estados Unidos). Em 1955, foi uma das seis primeiras pessoas a ingressar no International Tennis Hall of Fame.

## Grand Slam finais

### Simples (2 títulos, 2 vices)
| Resultado | Ano  | Campeonato         | Oponente        | Placar             |
| Vice      | 1887 | U.S. Championships | Richard Sears   | 1–6, 3–6, 2–6      |
| Campeão   | 1888 | U.S. Championships | Howard Taylor   | 6–4, 6–1, 6–0      |
| Campeão   | 1889 | U.S. Championships | Quincy Shaw     | 6–3, 6–1, 4–6, 6–2 |
| Vice      | 1890 | U.S. Championships | Oliver Campbell | 2–6, 6–4, 3–6, 1–6 |

### Duplas (1 título, 2 vices)
| Resultado | Ano  | Campeonato         | Parceiro      | Oponentes                      | Placar                  |
| Vice      | 1885 | U.S. Championships | Percy Knapp   | Joseph Clark Richard Sears     | 3–6, 0–6, 2–6           |
| Vice      | 1887 | U.S. Championships | Howard Taylor | James Dwight Richard Sears     | 4–6, 6–3, 6–2, 3–6, 3–6 |
| Campeão   | 1889 | U.S. Championships | Howard Taylor | Valentine Hall Oliver Campbell | 14–12, 10–8, 6–4        |